# Burgh Castle
Burgh Castle – wieś w Anglii, w hrabstwie Norfolk, w dystrykcie Great Yarmouth. Leży 25 km na wschód od Norwich i 171 km na północny wschód od Londynu.
Miejscowość liczy 955 mieszkańców.